# Cochlospermum gillivraei
Cochlospermum gillivraei är en tvåhjärtbladig växtart. Cochlospermum gillivraei ingår i släktet Cochlospermum och familjen Cochlospermaceae.

## Underarter
Arten delas in i följande underarter:
- C. g. gillivraei
- C. g. gregorii

## Bildgalleri

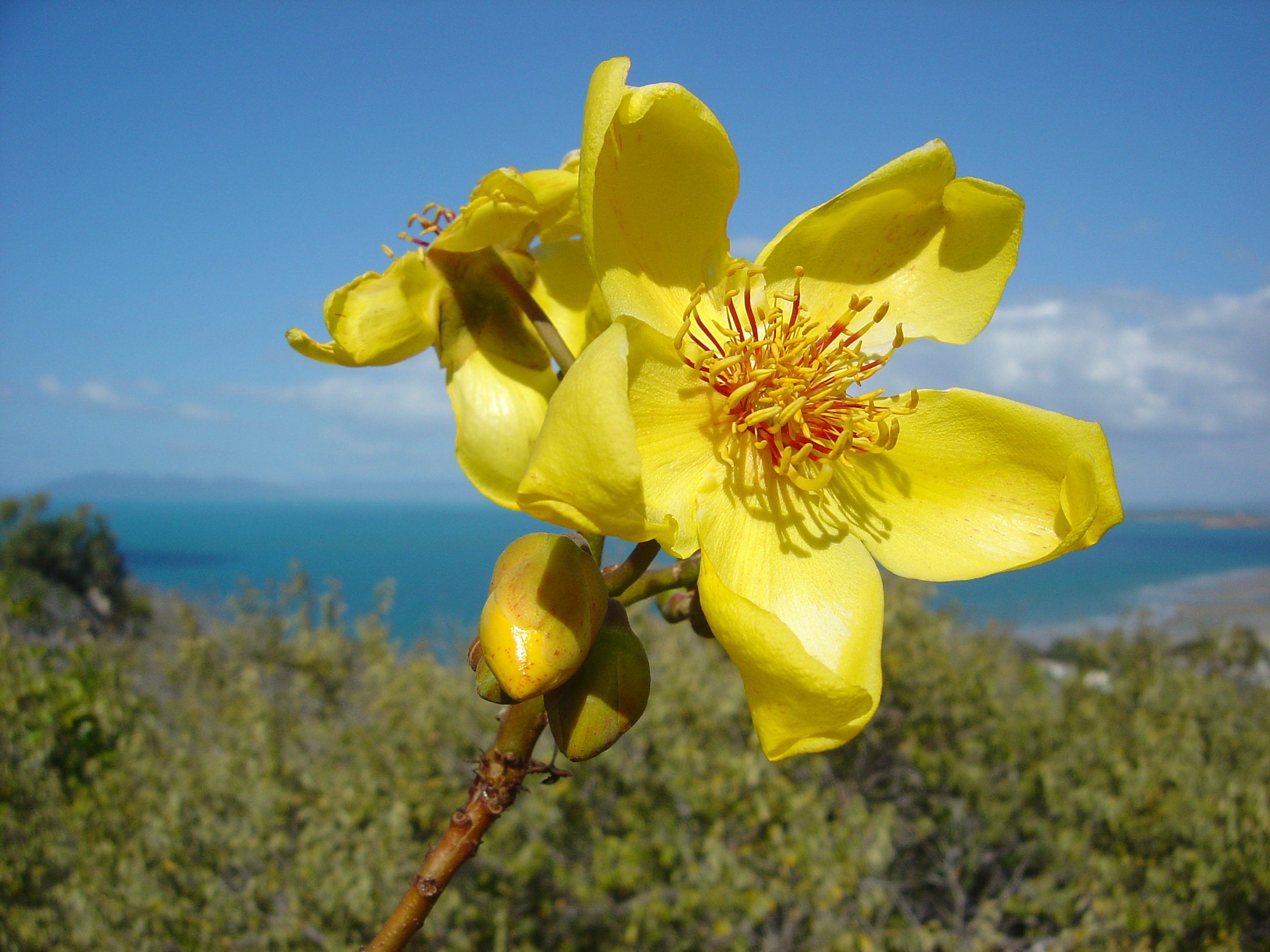